# Людвиг III (курфюрст Пфальца)
Людвиг III (нем. Ludwig III.) известный также как Людвиг Бородатый (нем. Ludwig der Bärtige; 23 января 1378 — 30 декабря 1436, Гейдельберг) — курфюрст Пфальца в 1410—1436 годах. Сын Рупрехта Пфальцского.

## Происхождение
Его родителями были курфюрст Рупрехт III Пфальцский (также король Германии) и Елизавета Гогенцоллерн-Нюрнбергская.

## Биография
Уже в период правления своего отца, короля Германии и курфюрста Пфальца, Людвиг был привлечен к государственным делам. Поэтому, в частности, в 1401—1402 гг. он исполнял обязанности имперского викария, когда его отец отправился в итальянский поход. В 1402 году Людвиг III женился на принцессе Бланке Английской, которая скончалась 22 мая 1409 года, раньше, чем её супруг стал править самостоятельно. Наряду с другим приданым она принесла роду Виттельсбахов так называемую «корону Пфальца», которая в настоящее время находится в сокровищнице музея Резиденции в Мюнхене. Это старейшая сохранившаяся до наших дней английская корона, вероятно, именно в ней венчалась английская королева Анна.
После смерти отца королевство было разделено между четырьмя сыновьями. 3 октября 1410 года овдовевший Людвиг унаследовал Курпфальц и стал преемником отца в качестве курфюрста. Остальные части страны достались его братьям. Иоганн получил Пфальц-Ноймаркт, Оттон правил Пфальц-Мосбахом, а Стефан принял в наследство Пфальц-Зиммерн.
Курфюрст Людвиг был высокообразованным и религиозным человеком. Он добился, чтобы в Гейдельбергском университете пользовались поддержкой предметы богословского, философского и юридического факультетов, а кафедры не выплачивали жалования некомпетентным профессорам. В 1413 году он завершил преобразование церкви Святого Духа в коллегиальную церковь для четырнадцати членов университета, которое начал его отец. Будучи страстным коллекционером ценных рукописей, в 1421 году он завещал университету собственные книги, чтобы ими могли свободно пользоваться студенты. Обе книжных собрания в дальнейшем легли в основу Палатинской библиотеки.
Несмотря на прочное положение в империи, Людвиг не рассматривал себя в качестве претендента на трон. Вместо этого в 1411 году он поддержал избрание Сигизмунда Люксембургского, который считал его самым верным из своих последователей и в свою очередь подтвердил гарантии, данные империей Пфальцу. Король Сигизмунд назначил курфюрста Пфальца имперским викарием, в результате чего в отсутствие монарха тот был его заместителем. На Констанцском соборе курфюрст Людвиг внес значительный вклад в успех переговоров об отречении от престола Римского папы Григория XII. Таким образом, основное препятствие для прекращения Великого западного раскола казалось устраненным. После этого король назначил Людвига III судьей имперского суда, который отвечал за исполнение императорских постановлений, а также заместителем протектора Собора, то есть покровителем, который должен был заботиться о безопасности и мире в ходе Собора.
В качестве имперского викария и судьи имперского суда Людвиг III в отсутствие короля должен был обеспечить исполнение решения против Яна Гуса по обвинению в ереси, вынесенного Собором и приобретшего статус закона Империи. Поэтому под его руководством Ян Гус был публично сожжен 6 июля 1415 года. 30 мая 1416 года та же миссия была возложена на него в отношении последователя Гуса Иеронима Пражского, который был первоначально помилован после отречения, но приговорен к смерти после того, как подтвердил свои прежние тезисы. Он также был уполномочен королем Сигизмундом арестовать и содержать под стражей до избрания нового папы пизанского (анти)папу Иоанна XXIII, который согласился на отречение, но 20 марта 1415 года тайно бежал из Констанца с целью восстановить свою власть. В конце апреля курфюрст Пфальца сумел взять беглеца под стражу и заточить в Гейдельбергском замке. Там 31 мая того же года Иоанн XXIII получил постановление Собора о своем низложении, с которым согласился и официально отрекся от своего папского титула. Весной 1416 года был раскрыт заговор, имевший целью его освободить, поэтому Иоанн XXIII в течение лета был переведен в более безопасный замок Айхельсхайм, который находился на территории, ныне занимаемой Мангеймом. 11 ноября 1417 г. в Констанце был избран папа Мартин V, с этого момента раскол считался оконченным. Поэтому Иоанн XXIII мог быть освобожден из-под стражи, однако он получил свободу только весной 1419 года, так как курфюрст Людвиг III содержал его под арестом до тех пор, пока не были возмещены издержки, связанные с побегом Иоанна с Собора, и освободил только после урегулирования этого вопроса.
В 1415 году Людвиг III присоединился к обществу попугаев — объединению знати, направленному против Людвига VII Баварского, членом которого он оставался и после преобразования в Констанцскую Лигу. В 1417 году он женился вторым браком на принцессе Мехтильде (Матильде) Савойской. В 1422/23 гг. правитель Пфальца предпринял Прусский поход. В политике Империи в 1424 году он находился в оппозиции курфюрстов, объединившихся против короля Сигизмунда.
5 мая 1426 года умер его сын от первого брака Рупрехт по прозвищу «Рупрехт Англичанин», которого он считал наследником престола и уже привлекал к государственным делам. Курфюрст был настолько потрясен этой смертью, что решил совершить паломничество в Святую Землю, которое он начал в 1427 году и из которого вернулся тяжело больным. Его благочестие и религиозность сделались ещё сильнее, поэтому ему были даны такие прозвища, как «Благочестивый» и «Утешение Пастырей». С 1430 года он почти полностью ослеп. В 1435 году его собственная супруга и её советники лишили его власти. Он умер в Гейдельберге в 1436 году и был похоронен в церкви Святого Духа.
Его преемником в качестве курфюрста Пфальца стал его старший сын Людвиг IV (1424—1449), который скончался в возрасте 25 лет и оставил своим наследником годовалого сына Филиппа (1448—1508). За него до самой своей смерти правил его дядя Фридрих Победоносный (1425—1476), второй по старшинству сын курфюрста Людвига III.
На потолке хора монастырской церкви в Нойштадте-ан-дер-Вайнштрассе, основанной как усыпальница дома Виттельсбахов, около 1420 года был изображен Страшный Суд со стоящими на коленях перед Христом крупными фигурами курфюрста Людвига III, его родителей и его первой жены Бланки Английской. Последняя также похоронена там, и предполагается, что Людвиг III приказал написать эти великолепные картины, чтобы украсить гробницу своей первой жены, которую он горько оплакивал.

## Потомки
Курфюрст Людвиг III женился 15 августа 1401 года в Кёльне на английской принцессе Бланке (1392—1409), дочери короля Генриха IV и его супруги Марии де Богун. Дети:
- Рупрехт Англичанин (родился 22 мая 1406 года в Гейдельберге, скончался 20 мая 1426 года там же, похоронен в церкви Святого Духа в Гейдельберге), до момента смерти был предполагаемым преемником своего отца, будущим курфюрстом.

Вторым браком Людвиг III женился 30 ноября 1417 года в Пинероло на принцессе Мехтильде (Матильде) Савойской (1390—1438), сестре блаженной Маргариты Савойской, дочери герцога Амадея и его жены графини Екатерины Женевской. Дети:
- Мехтильда (1419—1482); 1-й муж: с 1436 граф Людвиг I Вюртембергский (1411/1412 — 1450); 2-й муж: с 1452 эрцгерцог Альбрехт VI Австрийский (1418—1463);
- Людвиг IV (1424—1449), в 1445 г. вступил в брак с принцессой Маргаритой Савойской (1420—1479), вдовой неаполитанского короля Людвига III из дома Анжу;
- Фридрих I (1425—1476); был помолвлен с Елизаветой Баварской (в 1445 г. вышла замуж за графа Ульриха V графа Вюртемберг-Штутгартского), с 1462 г. состоял в морганатическом браке с Кларой Тотт; от этого союза ведет происхождение род графов и князей Левенштайн-Вертхаймов;
- Рупрехт Пфальцский (1427—1480), архиепископ Кёльнский.